# Psiloderces vallicola
Psiloderces vallicola là một loài nhện trong họ Ochyroceratidae. Loài này phân bố ở Sumatra.